# هورکی (ناحیه سویتاوی)
هورکی (به چکی: Horky) یک منطقهٔ مسکونی در جمهوری چک است که در ناحیه سویتاوی واقع شده‌است. هورکی ۲٫۶۷ کیلومتر مربع مساحت و ۱۱۱ نفر جمعیت دارد و ۳۳۷ متر بالاتر از سطح دریا واقع شده‌است.